# 갱스터 (2012년 영화)
《갱스터》(Antapal, The Gangster)는 태국에서 제작된 콩키앗 콤시리 감독의 2012년 범죄, 스릴러 영화이다. 크리사다 수코솔 클랩 등이 주연으로 출연하였다.

## 출연

### 주연
- 크리사다 수코솔 클랩
- 솜차이 켐글래드